# ProEnglish
 (octobre 2023).
Si vous disposez d'ouvrages ou d'articles de référence ou si vous connaissez des sites web de qualité traitant du thème abordé ici, merci de compléter l'article en donnant les références utiles à sa vérifiabilité et en les liant à la section « Notes et références ».
ProEnglish est une association à but non lucratif américaine qui fait du lobbying en faveur de l'usage de l'anglais aux États-Unis. Elle a été fondée en 1994 par le nationaliste blanc John Tanton (1934-2019) sous le nom « English Language Advocates ».
Le premier projet de ProEnglish est la défense d'un référendum sur l'adoption de l'anglais comme langue officielle approuvé par les électeurs de l'Arizona, après que l'État de l'Arizona a refusé de faire appel d'une décision de la Cour fédérale l'annulant.[pas clair]
En plus de la conduite de recherches et d'une grande variété d'activités d'information du public pour faire avancer ses buts, ProEnglish s'est spécialisée dans l'assistance juridique gratuite en direction des agences publiques et privées devant faire face à des litiges ou des actions réglementaires sur la question de la langue. ProEnglish offre également un service de fax gratuit sur son site permettant aux électeurs d'envoyer des fax à leurs élus du Congrès.